# Juan Zaragüeta
Juan Zaragüeta y Bengoechea (Orio, Guipúzcoa, 26 de enero de 1883 - San Sebastián, 22 de diciembre de 1974) fue un sacerdote católico, filósofo, psicólogo y pedagogo español.

## Vida
Realizó los estudios eclesiásticos en los Seminarios de Vitoria y Zaragoza, donde se licenció y doctoró en Teología e hizo la licenciatura en Derecho en 1903. En 1905 se trasladó a Lovaina, donde se doctoró en Filosofía ya en 1908. En esta universidad fue discípulo del futuro cardenal Mercier, que le ordenó sacerdote. Después se doctoró también en la Universidad de Madrid en 1914.
Fue profesor de Filosofía en el Seminario de Madrid, de Religión en el Instituto Escuela, de Religión y Moral y de Derecho y Economía Social en la Escuela Superior de Magisterio y catedrático en la Universidad de Madrid (desde 1932 hasta su jubilación en 1953).
En el Consejo Superior de Investigaciones Científicas (CSIC) fue director del Instituto Luis Vives de Filosofía (1947-1963), además de consejero de honor.
Fue uno de los firmantes del manifiesto fundacional del Grupo de la Democracia Cristiana (1919).
Miembro de Número y Secretario perpetuo de la Real Academia de Ciencias Morales y Políticas, miembro de la Academie des Sciences Morales et Politiques de París, del Institut International de Philosophie y de la Société Philosophique de Lovaina.

## Pensamiento
Fue discípulo del cardenal Mercier en la Universidad de Lovaina. Su labor intelectual ha estado presidida por la atención a la filosofía perenne, que, siguiendo la tradición escolástica, supo despertar Mercier. Se le puede considerar el máximo representante del neoescolasticismo español en el siglo XX. El realismo llamado crítico, propio de los neoescolásticos de la Escuela de Lovaina, se asocia en Zaragüeta con un cierto vitalismo, aunque más bien se trata de un interés y especial dedicación a los temas filosóficos más relacionados con la vida, como son los psicológicos y pedagógicos, que cultivó perfectamente, así como otros de lingüística, filosofía y ética social, religión, etc. Al mismo tiempo se muestra muy atento a la marcha del pensamiento científico-natural y a sus descubrimientos, advirtiendo siempre cómo la cuantificación de la realidad, propia de la ciencia físico-natural, no es el nivel mental o método adecuado para comprender las esencias de las cosas.[cita requerida]
Se caracteriza por sus agudos análisis y por su precisión terminológica, a la que concede gran importancia, logrando así en ocasiones síntesis armoniosas superadoras de posiciones que parecían irreductibles. Su filosofía es a la vez clásica y moderna, metafísica y fenomenológica, esencial y existencial. Es el más filósofo de los pedagogos y el más pedagogo de los filósofos españoles modernos. Desde su cátedra ejerció influencia en Zubiri y otros filósofos españoles.[cita requerida]

## Obra
Entre sus obras se encuentran títulos como: 
- La Sociología de Gabriel Tarde (1909)
- Teoría psicogenética de la voluntad (1914)
- Contribución del lenguaje a la filosofía de los valores (1920)
- El cristianismo como doctrina de vida y como vida (1939)
- El concepto católico de la vida según el Card. Mercier, 2 vol. (2 ed. 1941)
- La intuición en la filosofía de Henri Bergson (1941)
- El lenguaje y la filosofía (1945)
- Filosofía y vida, 3 vol. ( 1950-54 )
- Pedagogía fundamental (2 ed. 1953)
- Vocabulario filosófico (1955)
- Los veinte temas que he cultivado en mis cincuenta años de labor filosófica (1958)
- Aspectos sociales del desarrollo económico (1961)
- Estudios filosóficos (1963)
- Espiritualidad cristiana (1967)
- Curso de filosofía, 3 vol. (1968)
- Cuarenta años de periodismo (1971)

Colección de más de 200 artículos entre 1930-1970, principalmente filosóficos y sociológicos, por la que recibió el Premio Nacional de Literatura (1971).
También se ocupó de la edición y revisiones de Fundamentos de Filosofía, basada en apuntes y escritos de Manuel García Morente.